# بطولة العالم لسباقات فورمولا 1 موسم 1954
بطولة العالم لسباقات فورمولا 1 موسم 1954 عقدت في سنة 1954 م، وفاز بها خوان مانويل فانجيو (بالإنجليزية: Juan Manuel Fangio)‏ من فريق مازيراتي & مرسيدس بنز (بالإنجليزية: Maserati & Mercedes)‏ بسيارته المازيراتي & مرسيدس بنز. خوان مانويل فانجيو الذي بدأ السباق في الخط رقم 5 حصل على أفضل توقيت في الجولة 3 من السباق في أسرع لفة له. هذا السائق في المجموع حصد 42 نقطة.

## الوصلات الخارجية
- الموقع الرسمي للفورمولا 1